# Canary Wharf (crossrail)
Canary Wharf is een station van crossrail aan de Elizabeth Line dat is gebouwd tussen 2009 en 2018. Het gelijknamige station van de Docklands Light Railway (DLR) ligt ten westen en dat van de Jubilee Line ligt iets ten zuiden van het station. De naam dankt het station aan het naastgelegen gebouwencomplex Canary Wharf. 

## Geschiedenis
In 2008 werd de crossrailwet van kracht waarmee na ruim dertig jaar voorbereiding de bouw van de oost-west spoorlijn onder Londen kon beginnen. In die dertig jaar werd onder andere de tak naar Abbey Wood via het Isle of Dogs toegevoegd. Het station aan de noordkant van Canary Wharf werd aanbesteed onder de naam Isle of Dogs met een geschatte kostprijs van £ 500 miljoen. Tijdens de bouw werd het station omgedoopt in Canary Wharf.
De belangrijkste toegang tot het station zou de herbouwde Great Wharf Bridge zijn. Vanaf deze ingang zou er een roltrapgroep worden geplaatst voor de verbinding met de stationshal onder de waterlijn, een tweede roltrapgroep zou de reizigers naar de perrons brengen. De bouw van het station zou plaatsvinden vanuit een startschacht bij Hertsmere Road, die parallel loopt aan het West-India North Dock, deze schacht zou 9 meter breed en 30 meter diep worden. Vanuit de schacht zou dan onder het North Dock een doos worden gebouwd om het station in onder te brengen. De bouw inclusief inrichting en inbedrijfstelling van de schacht zou ongeveer vier jaar duren, terwijl de bouw van het station daarna vijf jaar zou duren. 
In december 2008 kwam de Canary Wharf Group met £ 150 miljoen extra voor het station om het ontwerp ingrijpend aan te passen. De Canary Wharf Group voegde een groot winkelcentrum en een park toe boven de perrons in het midden van het dok. 

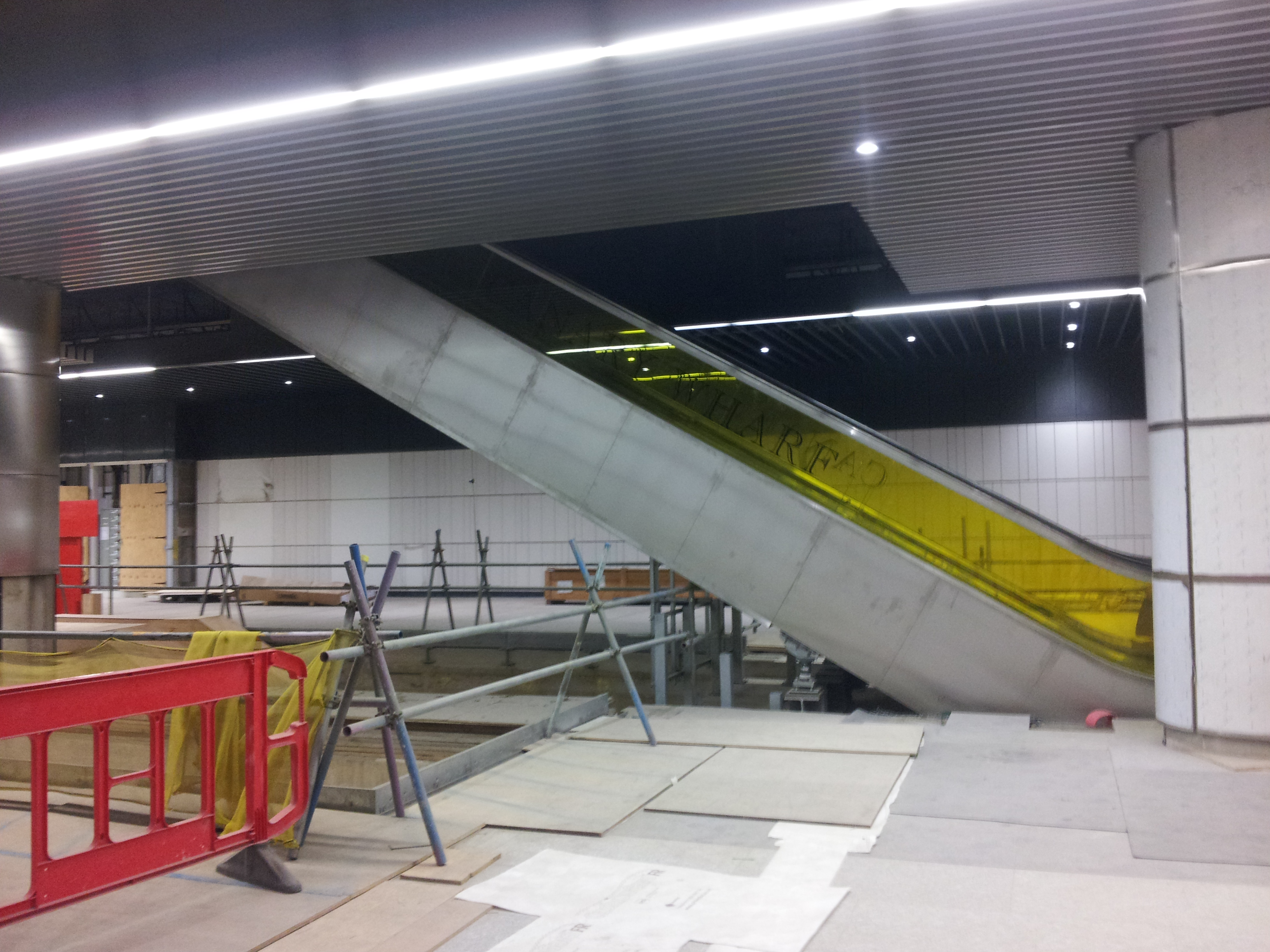
Een roltrap tussen verdeelhal en winkelcentrum
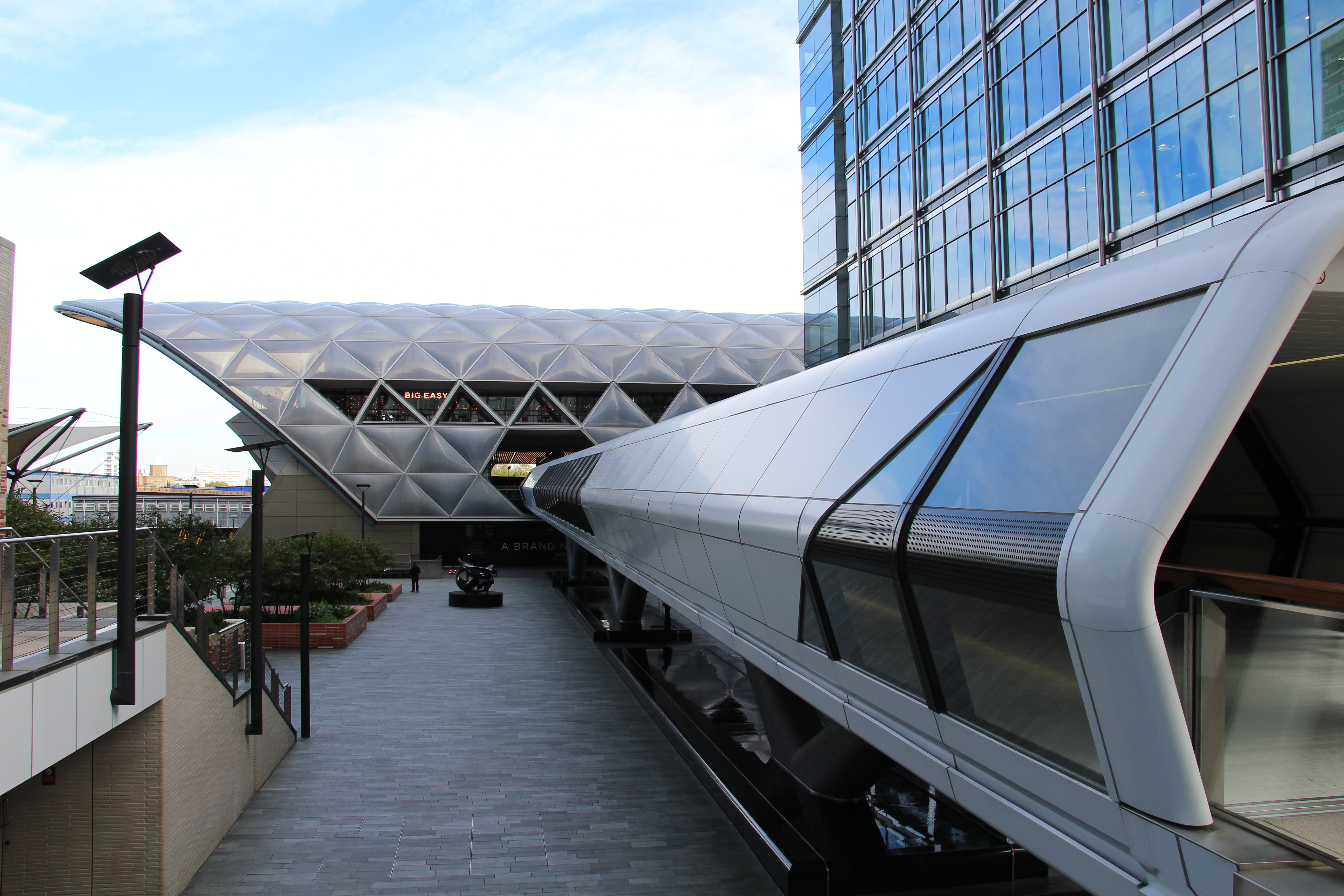
Crossrail Place
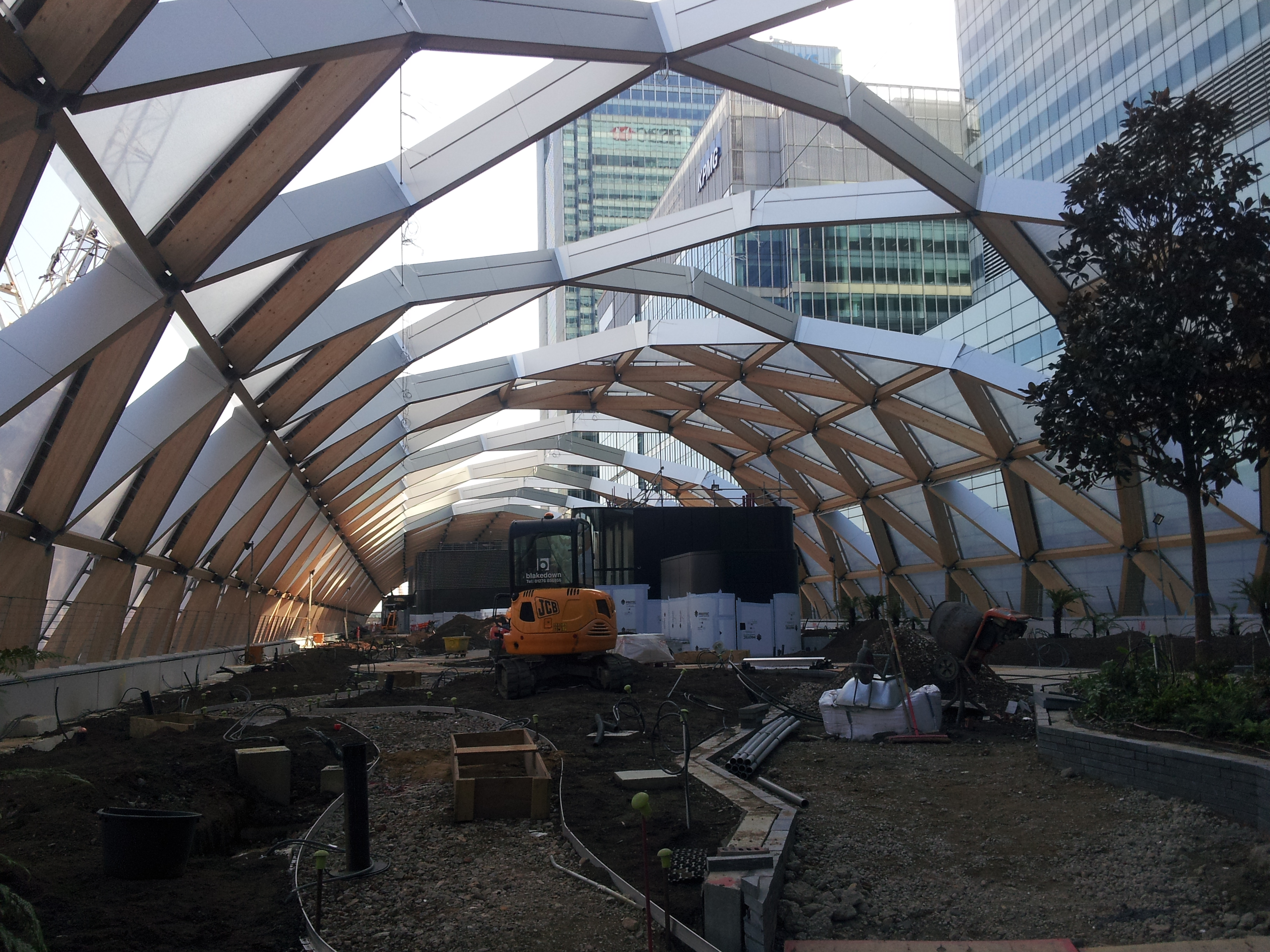
De daktuin in september 2014

## Bouw
De bouw moest in januari 2009 beginnen, maar de ceremonie voor de eerste steen werd gehouden op 15 mei 2009. Gedurende 2009 lag de nadruk vooral op het bouwen van een kofferdam, bestaande uit 293 in elkaar grijpende stalen pilaren van 18,5 m hoog en 1,2 m breed in het dok met behulp van tien verdiepingen hoge heimachines. Hierbij werden 38 m lange palen van gewapend beton door elk van de 293 pilaren geschoven.
Op 11 februari 2010 startte Sadiq Khan, de toenmalige minister van verkeer, de pompen die bedoeld waren om in de daaropvolgende zes weken bijna 100 miljoen liter water weg te pompen van de bouwplaats. De pompen verplaatsten 13.500 liter per minuut van binnen de kofferdam naar het noorddok daarbuiten. De bouw vond plaats in een droge kuip op een vergelijkbare manier als de techniek die werd gebruikt bij de bouw van het nabijgelegen metrostation. Het winkelcentrum heet Crossrail Place en is op 1 mei 2015 gedeeltelijk geopend. In september 2015 was de ruwbouw van het station gereed en werd begonnen met de afbouw zoals het plaatsen van de perrondeuren, kaartautomaten en andere zaken die nodig waren voor de geplande opening in december 2018.
Het stationsproject werd echter het onderwerp van een geschil tussen Crossrail en ontwikkelaar Canary Wharf Group nadat Crossrail-topman Mark Wild zei dat het werk onvoldoende was. Volgens Wild moesten de veiligheidssystemen voor nog eens 80 miljoen worden verbeterd. De Canary Wharf Group verwierp de opmerkingen en kwalificeerde het als "een poging om de schuld te geven voor de vertragingen bij Crossrail". Volgens Wild zat het in de kwaliteit van de elektrische installatie. Het werk werd uiteindelijk voltooid in januari 2022, nog op tijd voor het begin van de reizigersdienst op 24 mei 2022. Hoewel het station formeel onderdeel is van het landelijk spoorwegnet zal alle infrastructuur eigendom zijn van en onderhouden worden door Transport for London en niet door Network Rail. TfL Rail verzorgt de diensten als spoorwegmaatschappij en de Elizabeth Line is dan ook geen onderdeel van de metro.

## Ligging en inrichting
Het station ligt op en onder een kunstmatig eiland in het noorddok van de West India haven op het Isle of Dogs. De vijf lagen boven het station, waarvan twee onder de waterlijn zijn, in gebruik als winkelcentrum, onder het winkelcentrum ligt het station in een 475 meter lange betonnen doos.  Reizigers gaan vanaf de straat met roltrappen of liften naar de verdeelhal onder het winkelcentrum . Daarnaast zijn er rechtstreekse roltrappen tussen het winkelcentrum en de verdeelhal. Onder in de doos ligt het eilandperron van 245 meter lang, al laten de perrondeuren een maximum treinlengte van 210 meter toe, maar een toekomstige verlenging van de treinen is dus mogelijk. 